# Бьянка Монферратская
Бьянка Монферратская (1472 — 30 марта 1519) — герцогиня Савойи и титулярная королева Кипра, Иерусалима и Багратидской Армении в браке с Карлом I. Была регентом своего единственного сына Карла с 1490 до его гибели в результате несчастного случая в 1496 году.

## Биография
Бьянка была старшей дочерью Вильгельма VIII Палеолога, маркиза Монферрата и 16-летней Элизабетты Марии Сфорца, дочери Франческо I Сфорца, герцога Милана, и Бьянки Марии Висконти. Она была названа в честь бабушки, Бьянки Марии. Элизабетта умерла в 17 лет, когда Бьянке было меньше года. Отец Бьянки женился на французской дворянке, которая умерла в 1485 году.
1 апреля 1485 года Бьянка вышла замуж за Карла I, герцога Савойи и титульного короля Кипра, Иерусалима и Багратидской Армении.
Вскоре после смерти мужа в 1490 году Бьянка родила свою младшую дочь, которая не выжила. Она была регентом своего маленького сына Карла II, который наследовал все титулы отца. Она оставалась правителем Савойи до тех пор, пока её сын, которому тогда не было и семи лет, погиб, упав с кровати в Монкальери. Её единственный оставшийся в живых ребёнок — Иоланда — заболела и умерла три года спустя, не родив детей. Таким образом, род Бьянки пресёкся.
В декабре 1518 года Бьянка серьёзно заболела, возможно, туберкулёзом. В своем завещании от 12 февраля 1519 года она выбрала местом своего упокоения часовню церкви Пресвятой Богородицы в Кариньяно. Она назвала своим наследником Карла III, герцога Савойи, и по умолчанию, его младшего брата — Филипе, графа Женевы. Она умерла менее чем через два месяца.

## Дети
У Бьянки родилось пятеро детей, однако выжили лишь двое:
- мертворождённый мальчик (сентябрь 1486)
- Иоланда (1487—1499), муж (с 1496) Филибер II (1480—1504), герцог Савойи
- мальчик (родился и умер в мае 1488)
- Карл II (1488—1496), герцог Савойи
- девочка (родилась и умерла в марте 1490)